# 重信路
重信路（Chongsin Rd.）為高雄市左營區的東西向道路，東起於自由四路，西止於高鐵路，是高鐵左營站的聯外道路之一。

## 行經行政區域
- 左營區

## 沿線設施
（由東至西）
- 全聯福利中心高雄重信店
- 高雄市立福山國小
- 高雄市立新莊高級中學
- 高雄市立福山國中
- 博愛扶輪公園
- 臺灣銀行高榮分行
- 康是美左營門市
- 7-ELEVEN信科門市
- 三信商業銀行高雄分行
- 高鐵左營站

## 公共自行車
- 高雄市公共自行車租賃系統：
  - 博愛扶輪公園(博愛四路側)：博愛四路96號(旁公園)
  - 高鐵重信路口東側：重信路608號旁

## 相關連結
- 高雄市主要道路列表